# 마리솔 (배우)

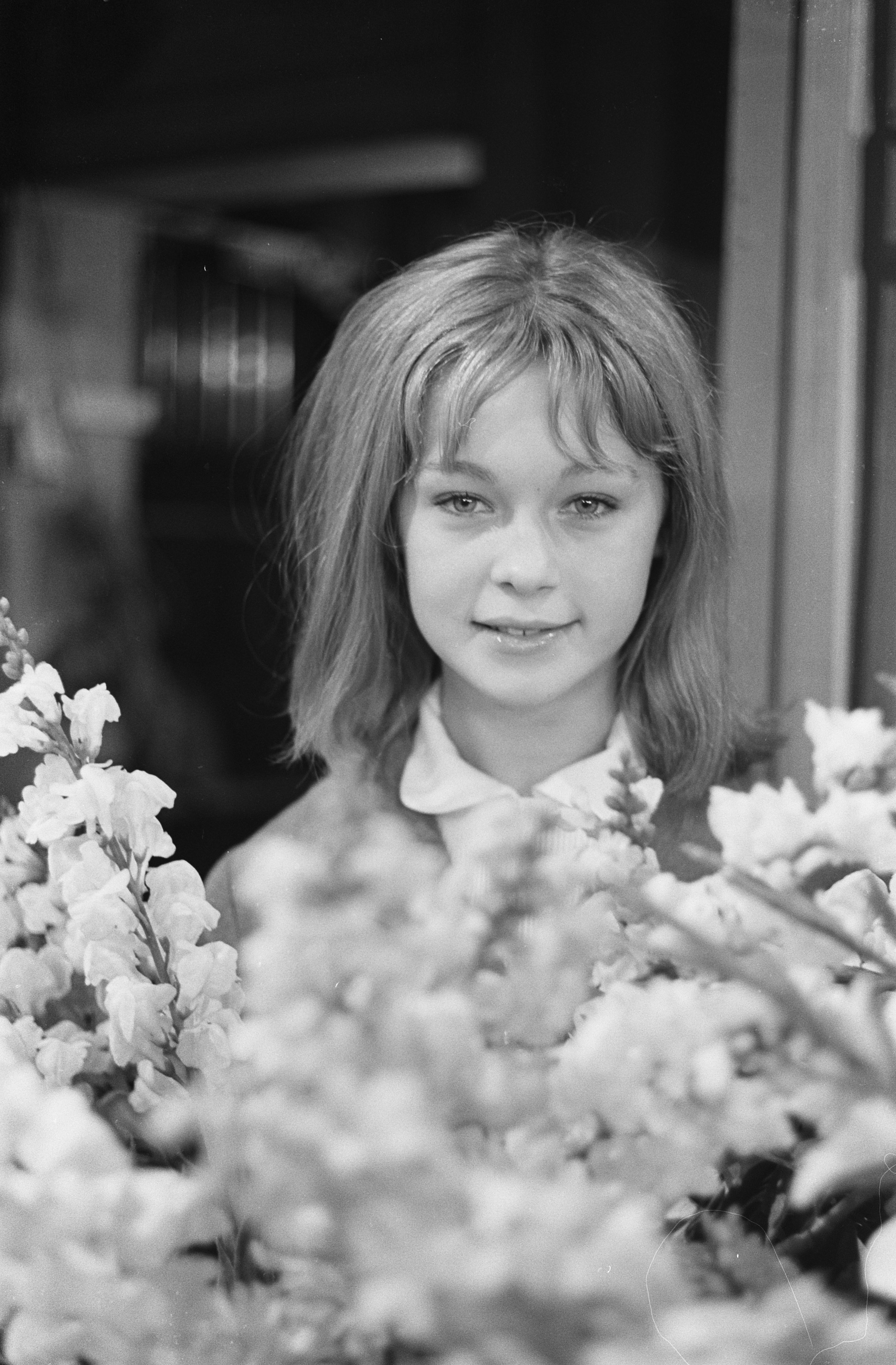
마리솔

호세파 플로레스 곤살레스(스페인어: Josefa Flores González, 1948년 2월 4일 ~ )는 예명인 마리솔(Marisol)로 알려져 있는 스페인의 배우, 가수, 영화 배우이다. 말라가에서 태어났다.

## 영화
- 카르멘 (1983년)
- 피의 결혼식 (1981년)
- 로스 디아스 델 파사도 (1978년)
- 파리의 야화 (1973년)
- 마리솔의 첫사랑 (1964년)
- 리오를 향하여 (1963년)
- 천사 마리솔 (1961년)
- 길은 멀어도 마음만은 (1960년) - 마리솔 역